# Vespadelus caurinus
Vespadelus caurinus (Thomas, 1914) è un pipistrello della famiglia dei Vespertilionidi diffuso in Australia.

## Descrizione

### Dimensioni
Pipistrello di piccole dimensioni, con la lunghezza della testa e del corpo tra 32 e 40 mm, la lunghezza dell'avambraccio tra 26,6 e 31,7 mm, la lunghezza della coda tra 24 e 35 mm, la lunghezza del piede tra 3,6 e 5,5 mm, la lunghezza delle orecchie tra 8 e 12 mm e un peso fino a 4,2 g.

### Aspetto
La pelliccia è lunga. Le parti dorsali sono giallo-grigiastre chiare, mentre parti ventrali sono giallo crema. La base dei peli è ovunque nerastra. Il muso è bruno-nerastro, corto e largo, con due masse ghiandolari sui lati. Le orecchie sono bruno-grigiastre, corte, triangolari e ben separate tra loro. Le membrane alari sono bruno-grigiastre. La coda è lunga e inclusa completamente nell'ampio uropatagio. Il glande è compresso lateralmente.

## Biologia

### Comportamento
Si rifugia nei crepacci e nelle fessure all'interno di grotte, ammassi rocciosi, miniere abbandonate e canali di irrigazione. Forma piccoli gruppi, sebbene alcuni vivai possano contenere diverse centinaia di individui.

### Alimentazione
Si nutre di insetti.

### Riproduzione
Le femmine danno alla luce 1-2 piccoli alla volta tra ottobre e febbraio.

## Distribuzione e habitat
Questa specie è diffusa nell'Australia occidentale e Territorio del Nord settentrionali e su alcune delle isole dell'Arcipelago Bonaparte e su Groote Eylandt.
Vive nelle foreste monsoniche, boschi di piante rampicanti e savane.

## Conservazione
La IUCN Red List, considerato il vasto areale e la popolazione presumibilmente numerosa, classifica V.caurinus come specie a rischio minimo (Least Concern)).